# Cleomenes diversevittatus
Cleomenes diversevittatus är en skalbaggsart som beskrevs av Fuchs 1961. Cleomenes diversevittatus ingår i släktet Cleomenes och familjen långhorningar. Inga underarter finns listade i Catalogue of Life.